# Río Moctezuma
El río Moctezuma es una corriente de agua que corre por los estados de Querétaro, Hidalgo, San Luis Potosí y Veracruz en México. Forma parte de la Región Hidrológica del Pánuco (Tepeji-Tula-Moctezuma-Pánuco) que descarga sus aguas en el Golfo de México.

## Geografía

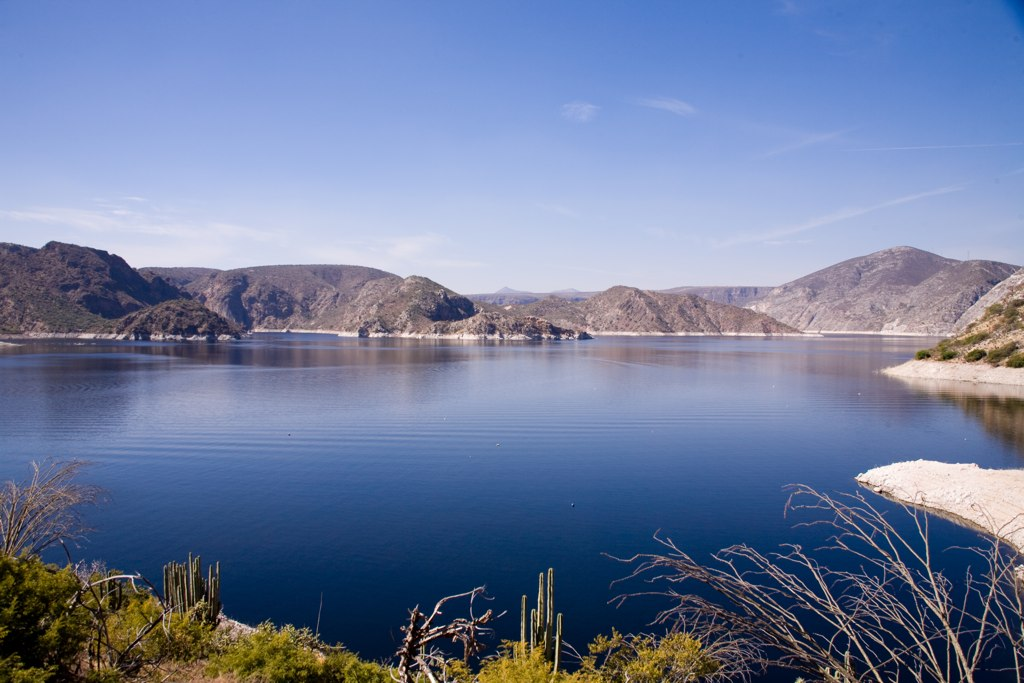
Presa Zimapán, Hidalgo.

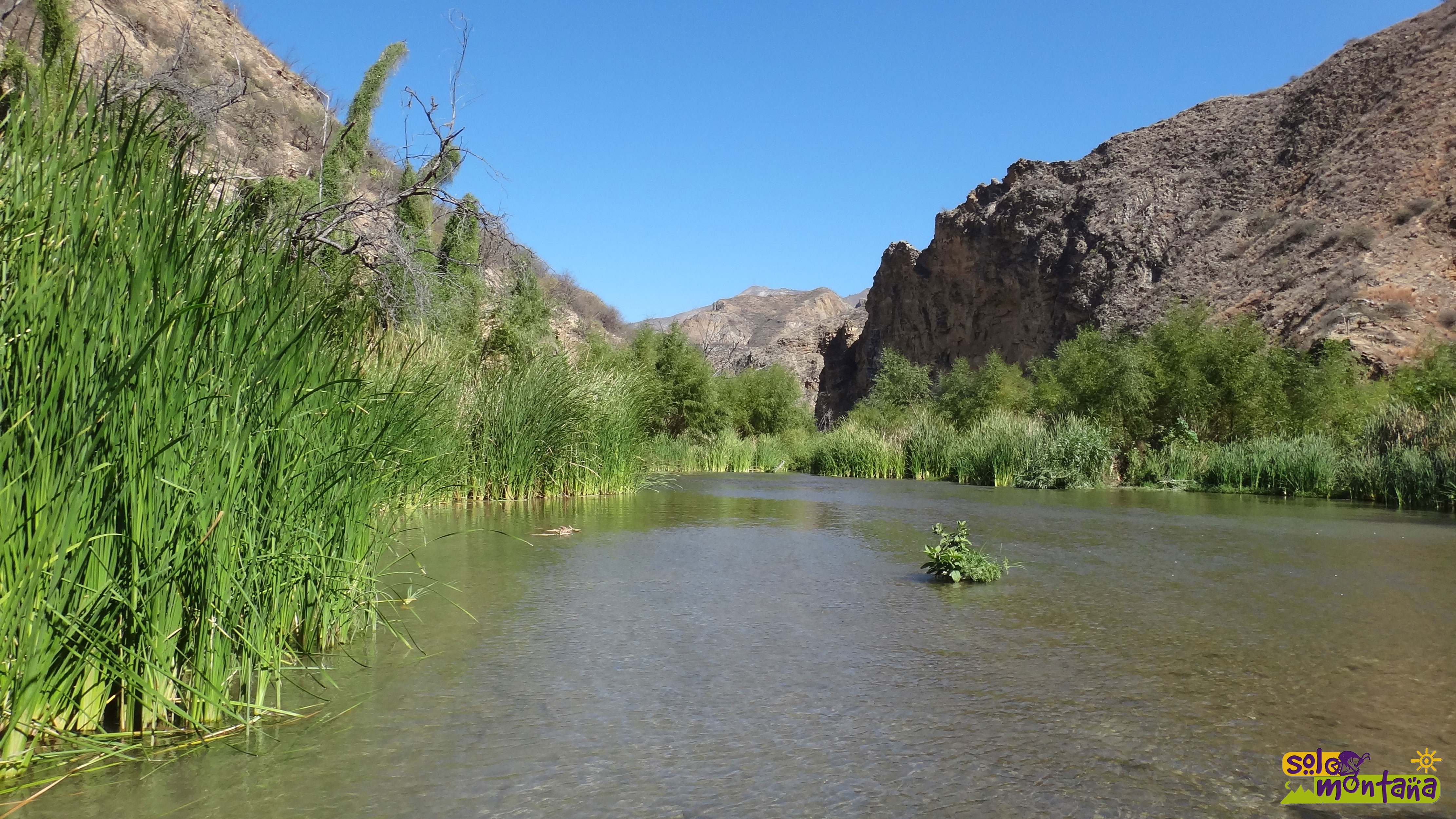
Río en su paso por Xajha, Zimapán.

El río nace de la confluencia de los ríos San Juan y Tula, en la presa Zimapán, a unos 1640 m s. n. m. Sirve como frontera entre los estados de Querétaro e Hidalgo. Sigue una trayectoria hacia el nornoreste, en este tramo se empieza a introducir a la Sierra Gorda donde la topografía es accidentada. Recibe por su margen izquierda las aportaciones del río Extóraz, a unos 930 m s. n. m., y cambia su rumbo hacia el este-noreste. Entrando a la región Huasteca. 
A la salida, cerca de Tamazunchale, San Luis Potosí, confluye por su margen derecha el río Amajac a 120 m s. n. m., donde inicia su recorrido por la planicie costera, cambiando su trayectoria hacia el noreste hasta la confluencia con el río Tempoal. Continúa con una dirección nornoreste discurriendo por una zona de topografía suave, en la que las máximas elevaciones no exceden los 150  m s. n. m. En su tramo final sirve de frontera entre San Luis Potosí y Veracruz. A partir de la confluencia del río Tampaón, recibe el nombre de río Pánuco.

## Historia
En septiembre de 2020, propiciado por las intensas lluvias el río se desbordó en el municipio de Tamazunchale. En septiembre de 2021, derivado del aumento en los niveles de los río San Juan, y Tula; el nivel de la presa Zimapán aumento. Se realizaron distintos desfogues de la presa lo que provoca, un crecimiento del río Moctezuma de hasta un metro y medio. Esto dejó incomunicadas a las comunidades de Las Vegas y Las Adjuntas en el municipio de Zimapán, Hidalgo; y Vega de Ramírez y La Mora, en el municipio de Cadereyta de Montes, Querétaro.